# Hệ thống Dahlgren
Một trong các hệ thống phân loại thực vật hiện đại là hệ thống Dahlgren, được chuyên gia về thực vật một lá mầm là Rolf Dahlgren (1932-1987) công bố. Vợ của ông, bà Gertrude, đã tiếp tục công việc này sau khi ông chết.
Theo danh sách có phạm vi rộng do Reveal, giáo sư danh dự của Phòng sưu tập cây Norton Brown ở Maryland, Hoa Kỳ (xem 1 Lưu trữ ngày 26 tháng 4 năm 2006 tại Wayback Machine
2 Lưu trữ ngày 30 tháng 4 năm 2006 tại Wayback Machine
3 Lưu trữ ngày 30 tháng 4 năm 2006 tại Wayback Machine
4 Lưu trữ ngày 30 tháng 4 năm 2006 tại Wayback Machine, lưu ý tới các từ đồng nghĩa theo cả danh pháp và phân loại, cho mỗi tên gọi trong hệ thống), nó tương tự như sau:
- Lớp Magnoliopsida
Phân lớp Magnoliidae
Siêu bộ Magnolianae
Bộ Annonales
Họ Annonaceae
Họ Myristicaceae
Họ Eupomatiaceae
Họ Canellaceae
Họ Austrobaileyaceae
Bộ Aristolochiales
Họ Aristolochiaceae
Bộ Rafflesiales
Họ Rafflesiaceae
Họ Hydnoraceae
Bộ Magnoliales
Họ Degeneriaceae
Họ Himantandraceae
Họ Magnoliaceae
Bộ Lactoridales
Họ Lactoridaceae
Bộ Winterales
Họ Winteraceae
Bộ Chloranthales
Họ Chloranthaceae
Bộ Illiciales
Họ Illiciaceae
Họ Schisandraceae
Bộ Laurales
Họ Amborellaceae
Họ Trimeniaceae
Họ Monimiaceae
Họ Gomortegaceae
Họ Calycanthaceae
Họ Lauraceae
Bộ Nelumbonales
Họ Nelumbonaceae
Siêu bộ Nymphaeanae
Bộ Piperales
Họ Saururaceae
Họ Piperaceae
Bộ Nymphaeales
Họ Cabombaceae
Họ Nymphaeaceae
Họ Ceratophyllaceae
Siêu bộ Ranunculanae
Bộ Ranunculales
Họ Lardizabalaceae
Họ Sargentodoxaceae
Họ Menispermaceae
Họ Kingdoniaceae
Họ Circaeasteraceae
Họ Ranunculaceae
Họ Hydrastidaceae
Họ Berberidaceae
Bộ Papaverales
Họ Papaveraceae
Họ Fumariaceae
Siêu bộ Caryophyllanae
Bộ Caryophyllales
Họ Molluginaceae
Họ Caryophyllaceae
Họ Phytolaccaceae
Họ Achatocarpaceae
Họ Agdestidaceae
Họ Basellaceae
Họ Portulacaceae
Họ Stegnospermataceae
Họ Nyctaginaceae
Họ Aizoaceae
Họ Halophytaceae
Họ Cactaceae
Họ Didiereaceae
Họ Hectorellaceae
Họ Chenopodiaceae
Họ Amaranthaceae
Siêu bộ Polygonanae
Bộ Polygonales
Họ Polygonaceae
Siêu bộ Plumbaginanae
Bộ Plumbaginales
Họ Plumbaginaceae
Họ Limoniaceae
Siêu bộ Malvanae
Bộ Malvales
Họ Sterculiaceae
Họ Plagiopteraceae
Họ Bixaceae
Họ Cochlospermaceae
Họ Cistaceae
Họ Sphaerosepalaceae
Họ Sarcolaenaceae
Họ Huaceae
Họ Tiliaceae
Họ Dipterocarpaceae
Họ Bombacaceae
Họ Malvaceae
Bộ Urticales
Họ Ulmaceae
Họ Moraceae
Họ Cecropiaceae
Họ Barbeyaceae
Họ Cannabaceae
Họ Urticaceae
Bộ Euphorbiales
Họ Euphorbiaceae
Họ Simmondsiaceae
Họ Pandaceae
Họ Aextoxicaceae
Họ Dichapetalaceae
Bộ Thymelaeales
Họ Gonystylaceae
Họ Thymelaeaceae
Bộ Rhamnales
Họ Rhamnaceae
Siêu bộ Violanae
Bộ Violales
Họ Flacourtiaceae
Họ Berberidopsidaceae
Họ Aphloiaceae
Họ Physenaceae
Họ Passifloraceae
Họ Dipentodontaceae
Họ Peridiscaceae
Họ Scyphostegiaceae
Họ Violaceae
Họ Turneraceae
Họ Malesherbiaceae
Họ Caricaceae
Bộ Cucurbitales
Họ Achariaceae
Họ Cucurbitaceae
Họ Begoniaceae
Họ Datiscaceae
Bộ Salicales
Họ Salicaceae
Bộ Tamaricales
Họ Tamaricaceae
Họ Frankeniaceae
Bộ Capparales
Họ Capparaceae
Họ Brassicaceae
Họ Tovariaceae
Họ Resedaceae
Họ Gyrostemonaceae
Họ Bataceae
Họ Moringaceae
Bộ Tropaeolales
Họ Tropaeolaceae
Họ Limnanthaceae
Bộ Salvadorales
Họ Salvadoraceae
Siêu bộ Theanae
Bộ Dilleniales
Họ Dilleniaceae
Bộ Paeoniales
Họ Glaucidiaceae
Họ Paeoniaceae
Bộ Theales
Họ Stachyuraceae
Họ Pentaphylacaceae
Họ Marcgraviaceae
Họ Quiinaceae
Họ Ancistrocladaceae
Họ Dioncophyllaceae
Họ Nepenthaceae
Họ Medusagynaceae
Họ Caryocaraceae
Họ Strasburgeriaceae
Họ Ochnaceae
Họ Chrysobalanaceae
Họ Oncothecaceae
Họ Scytopetalaceae
Họ Theaceae
Họ Bonnetiaceae
Họ Clusiaceae
Họ Elatinaceae
Bộ Lecythidales
Họ Lecythidaceae
Siêu bộ Primulanae
Bộ Primulales
Họ Myrsinaceae
Họ Aegicerataceae
Họ Theophrastaceae
Họ Primulaceae
Họ Coridaceae
Bộ Ebenales
Họ Sapotaceae
Họ Styracaceae
Họ Lissocarpaceae
Họ Ebenaceae
Siêu bộ Rosanae
Bộ Trochodendrales
Họ Trochodendraceae
Họ Tetracentraceae
Bộ Cercidiphyllales
Họ Cercidiphyllaceae
Họ Eupteleaceae
Bộ Hamamelidales
Họ Hamamelidaceae
Họ Platanaceae
Họ Myrothamnaceae
Bộ Balanopales
Họ Balanopaceae
Bộ Fagales
Họ Nothofagaceae
Họ Fagaceae
Họ Corylaceae
Họ Betulaceae
Bộ Juglandales
Họ Rhoipteleaceae
Họ Juglandaceae
Bộ Myricales
Họ Myricaceae
Bộ Casuarinales
Họ Casuarinaceae
Bộ Buxales)
Họ Buxaceae
Họ Daphniphyllaceae
Họ Didymelaceae
Bộ Geissolomatales
Họ Geissolomataceae
Bộ Cunoniales
Họ Cunoniaceae
Họ Baueraceae
Họ Brunelliaceae
Họ Davidsoniaceae
Họ Eucryphiaceae
Bộ Saxifragales
Họ Saxifragaceae
Họ Francoaceae
Họ Greyiaceae
Họ Brexiaceae
Họ Grossulariaceae
Họ Iteaceae
Họ Cephalotaceae
Họ Crassulaceae
Họ Podostemaceae
Bộ Droserales
Họ Droseraceae
Họ Lepuropetalaceae
Họ Parnassiaceae
Bộ Rosales
Họ Rosaceae
Họ Neuradaceae
Họ Malaceae
Họ Amygdalaceae
Họ Anisophylleaceae
Họ Crossosomataceae
Họ Surianaceae
Họ Rhabdodendraceae
Bộ Gunnerales
Họ Gunneraceae
Siêu bộ Proteanae
Bộ Proteales
Họ Proteaceae
Bộ Elaeagnales
Họ Elaeagnaceae
Siêu bộ Myrtanae
Bộ Myrtales
Họ Psiloxylaceae
Họ Heteropyxidaceae
Họ Myrtaceae
Họ Onagraceae
Họ Trapaceae
Họ Lythraceae
Họ Combretaceae
Họ Melastomataceae
Họ Memecylaceae
Họ Crypteroniaceae
Họ Oliniaceae
Họ Penaeaceae
Họ Rhynchocalycaceae
Họ Alzateaceae
Bộ Haloragales
Họ Haloragaceae
Siêu bộ Rutanae
Bộ Sapindales
Họ Coriariaceae
Họ Anacardiaceae
Họ Leitneriaceae
Họ Podoaceae
Họ Sapindaceae
Họ Hippocastanaceae
Họ Aceraceae
Họ Akaniaceae
Họ Bretschneideraceae
Họ Emblingiaceae
Họ Staphyleaceae
Họ Melianthaceae
Họ Sabiaceae)
Họ Meliosmaceae
Họ Connaraceae
Bộ Fabales
Họ Mimosaceae
Họ Caesalpiniaceae
Họ Fabaceae
Bộ Rutales
Họ Rutaceae
Họ Ptaeroxylaceae
Họ Cneoraceae
Họ Simaroubaceae
Họ Tepuianthaceae
Họ Burseraceae
Họ Meliaceae
Bộ Polygalales
Họ Malpighiaceae
Họ Trigoniaceae
Họ Vochysiaceae
Họ Polygalaceae
Họ Krameriaceae
Bộ Geraniales
Họ Zygophyllaceae
Họ Peganaceae
Họ Nitrariaceae
Họ Geraniaceae
Họ Vivianiaceae
Họ Ledocarpaceae
Họ Biebersteiniaceae
Họ Dirachmaceae
Họ Balanitaceae
Bộ Linales
Họ Linaceae
Họ Humiriaceae
Họ Ctenolophonaceae
Họ Ixonanthaceae
Họ Erythroxylaceae
Họ Lepidobotryaceae
Họ Oxalidaceae
Bộ Celastrales
Họ Stackhousiaceae
Họ Lophopyxidaceae
Họ Cardiopteridaceae
Họ Corynocarpaceae
Họ Celastraceae
Bộ Rhizophorales
Họ Rhizophoraceae
Họ Elaeocarpaceae
Bộ Balsaminales
Họ Balsaminaceae
Siêu bộ Vitanae
Bộ Vitales
Họ Vitaceae
Siêu bộ Santalanae
Bộ Santalales
Họ Olacaceae
Họ Opiliaceae
Họ Loranthaceae
Họ Medusandraceae
Họ Misodendraceae
Họ Eremolepidaceae
Họ Santalaceae
Họ Viscaceae
Siêu bộ Balanophoranae
Bộ Balanophorales
Họ Cynomoriaceae
Họ Balanophoraceae
Siêu bộ Aralianae
Bộ Pittosporales
Họ Pittosporaceae
Họ Tremandraceae
Họ Byblidaceae
Bộ Araliales
Họ Araliaceae
Họ Apiaceae
Siêu bộ Asteranae
Bộ Campanulales
Họ Pentaphragmataceae
Họ Campanulaceae
Họ Lobeliaceae
Bộ Asterales
Họ Asteraceae
Siêu bộ Solananae
Bộ Solanales
Họ Solanaceae
Họ Sclerophylacaceae
Họ Goetzeaceae
Họ Convolvulaceae
Họ Cuscutaceae
Họ Cobaeaceae
Họ Polemoniaceae
Bộ Boraginales
Họ Hydrophyllaceae
Họ Ehretiaceae
Họ Boraginaceae
Họ Lennoaceae
Họ Hoplestigmataceae
Siêu bộ Ericanae
Bộ Bruniales
Họ Bruniaceae
Họ Grubbiaceae
Bộ Fouquieriales
Họ Fouquieriaceae
Bộ Ericales
Họ Actinidiaceae
Họ Clethraceae
Họ Cyrillaceae
Họ Ericaceae
Họ Empetraceae
Họ Monotropaceae
Họ Pyrolaceae
Họ Epacridaceae
Bộ Stylidiales
Họ Stylidiaceae
Bộ Sarraceniales
Họ Sarraceniaceae
Siêu bộ Cornanae
Bộ Cornales
Họ Garryaceae
Họ Alangiaceae
Họ Nyssaceae
Họ Cornaceae
Họ Roridulaceae
Họ Davidiaceae
Họ Escalloniaceae
Họ Helwingiaceae
Họ Torricelliaceae
Họ Aucubaceae
Họ Aralidiaceae
Họ Diapensiaceae
Họ Phellinaceae
Họ Aquifoliaceae
Họ Paracryphiaceae
Họ Sphenostemonaceae
Họ Symplocaceae
Họ Icacinaceae
Họ Montiniaceae
Họ Columelliaceae
Họ Alseuosmiaceae
Họ Hydrangeaceae
Họ Sambucaceae
Họ Viburnaceae
Họ Menyanthaceae
Họ Adoxaceae
Họ Phyllonomaceae
Họ Tribelaceae
Họ Eremosynaceae
Họ Pterostemonaceae
Họ Tetracarpaeaceae
Bộ Eucommiales
Họ Eucommiaceae
Bộ Dipsacales
Họ Caprifoliaceae
Họ Valerianaceae
Họ Dipsacaceae
Họ Morinaceae
Họ Calyceraceae
Siêu bộ Loasanae
Bộ Loasales
Họ Loasaceae
Siêu bộ Gentiananae
Bộ Goodeniales
Họ Goodeniaceae
Bộ Oleales
Họ Oleaceae
Bộ Gentianales
Họ Desfontainiaceae
Họ Loganiaceae
Họ Dialypetalanthaceae
Họ Rubiaceae
Họ Theligonaceae
Họ Gentianaceae
Họ Saccifoliaceae
Họ Apocynaceae
Họ Asclepiadaceae
Siêu bộ Lamianae
Bộ Lamiales
Họ Retziaceae
Họ Stilbaceae
Họ Buddlejaceae
Họ Scrophulariaceae
Họ Myoporaceae
Họ Globulariaceae
Họ Plantaginaceae
Họ Lentibulariaceae
Họ Pedaliaceae
Họ Trapellaceae
Họ Martyniaceae
Họ Gesneriaceae
Họ Bignoniaceae
Họ Acanthaceae
Họ Verbenaceae
Họ Lamiaceae
Họ Callitrichaceae
Bộ Hydrostachyales
Họ Hydrostachyaceae
Bộ Hippuridales
Họ Hippuridaceae
Phân lớp Liliidae
Siêu bộ Alismatanae
Bộ Alismatales
Họ Aponogetonaceae
Họ Butomaceae
Họ Hydrocharitaceae
Họ Limnocharitaceae
Họ Alismataceae
Bộ Najadales
Họ Scheuchzeriaceae
Họ Juncaginaceae
Họ Najadaceae
Họ Potamogetonaceae
Họ Zosteraceae
Họ Posidoniaceae
Họ Cymodoceaceae
Họ Zannichelliaceae
Siêu bộ Triuridanae
Bộ Triuridales
Họ Triuridaceae
Siêu bộ Aranae
Bộ Arales
Họ Araceae
Họ Acoraceae
Họ Lemnaceae
Siêu bộ Lilianae
Bộ Dioscoreales
Họ Trichopodaceae
Họ Dioscoreaceae
Họ Stemonaceae
Họ Taccaceae
Họ Trilliaceae
Họ Rhipogonaceae
Họ Petermanniaceae
Họ Smilacaceae
Bộ Asparagales
Họ Philesiaceae
Họ Luzuriagaceae
Họ Convallariaceae
Họ Dracaenaceae
Họ Asparagaceae
Họ Ruscaceae
Họ Herreriaceae
Họ Nolinaceae
Họ Asteliaceae
Họ Dasypogonaceae
Họ Calectasiaceae
Họ Blandfordiaceae
Họ Xanthorrhoeaceae
Họ Agavaceae
Họ Hypoxidaceae
Họ Tecophilaeaceae
Họ Lanariaceae
Họ Ixioliriaceae
Họ Cyanastraceae
Họ Phormiaceae
Họ Doryanthaceae
Họ Eriospermaceae
Họ Asphodelaceae
Họ Anthericaceae
Họ Aphyllanthaceae
Họ Hemerocallidaceae
Họ Hostaceae
Họ Hyacinthaceae
Họ Alliaceae
Họ Amaryllidaceae
Bộ Liliales
Họ Colchicaceae
Họ Uvulariaceae
Họ Iridaceae
Họ Alstroemeriaceae
Họ Calochortaceae
Họ Liliaceae
Bộ Melanthiales
Họ Melanthiaceae
Họ Campynemataceae
Bộ Burmanniales
Họ Burmanniaceae
Họ Corsiaceae
Bộ Orchidales
Họ Neuwiediaceae
Họ Apostasiaceae
Họ Cypripediaceae
Họ Orchidaceae
Siêu bộ Bromelianae
Bộ Velloziales
Họ Velloziaceae
Bộ Bromeliales
Họ Bromeliaceae
Bộ Haemodorales
Họ Haemodoraceae
Bộ Philydrales
Họ Philydraceae
Bộ Pontederiales
Họ Pontederiaceae
Bộ Typhales
Họ Typhaceae
Siêu bộ Zingiberanae
Bộ Zingiberales
Họ Lowiaceae
Họ Musaceae
Họ Heliconiaceae
Họ Strelitziaceae
Họ Zingiberaceae
Họ Costaceae
Họ Cannaceae
Họ Marantaceae
Siêu bộ Commelinanae
Bộ Commelinales
Họ Mayacaceae
Họ Commelinaceae
Họ Xyridaceae
Họ Rapateaceae
Họ Eriocaulaceae
Bộ Hydatellales
Họ Hydatellaceae
Bộ Cyperales
Họ Juncaceae
Họ Thurniaceae
Họ Cyperaceae
Bộ Poales
Họ Flagellariaceae
Họ Joinvilleaceae
Họ Restionaceae
Họ Centrolepidaceae
Họ Poaceae
Siêu bộ Arecanae
Bộ Hanguanales
Họ Hanguanaceae
Bộ Arecales
Họ Arecaceae
Siêu bộ Cyclanthanae
Bộ Cyclanthales
Họ Cyclanthaceae
Siêu bộ Pandananae
Bộ Pandanales
Họ Pandanaceae